# 중앙동 (오산시)
중앙동(中央洞)은 경기도 오산시의 동이다.

## 개요
중앙동은 시청과 도서관, 보건소가 소재한 행정의 중심지, 문화예술회관과 스포츠센터가 위치한 문화체육의 중심지, 전통시장과 대형마트가 공존한 경제의 중심지이자, 오산의 중심지이다. 오산동은 행정담당하는 행정동이 중앙동, 대원동, 남촌동 3개동에 나뉘어 있으며 오산시의 중심지역으로 오산시청, 오산우체국, 오산전화국 등의 관공서가 밀집된 곳으로 행정의 중심지이며 오산시장을 중심으로 장터가 일찍부터 발달하고 있어 경제의 중심지라고 할 수 있다. 예전에는 오매리(烏梅里), 천변동(川邊洞) 등으로 불린 것과 같이 오산천을 끼고 있는 곳이며, 시로 승격되기 전까지는 오산읍사무소가 있었다. 대원동 관할 오산동의 행정구역으로는 상가지역이 많은 오산동의 남쪽 지역과 오산역 주변을 포함하고 있다.

## 법정동
- 오산동(烏山洞)
- 부산동(釜山洞)
- 은계동(銀溪洞)

## 교육
- 성호초등학교
- 운산초등학교
- 운천초등학교
- 운천중학교
- 운천고등학교

## 아파트
| 단지명              | 건설사                     | 시행사       | 주소                  | 주소   | 입주        | 비고 |
| ------------------- | -------------------------- | ------------ | --------------------- | ------ | ----------- | ---- |
| 오산 운암현대       | 현대산업개발               | 현대산업개발 | 운암로 63             | 오산동 | 2000년 4월  |      |
| 운암대동            | 대동주택㈜                 | 대동주택㈜   | 운암로 64             | 오산동 | 2000년 5월  |      |
| 오산시티자이 1차    | ㈜지에스건설               | 이제이건설㈜ | 부산중앙로 11 (1단지) | 부산동 | 2017년 10월 |      |
| 오산시티자이 1차    | ㈜지에스건설               | 이제이건설㈜ | 부산중앙로 12 (2단지) | 부산동 | 2017년 10월 |      |
| 오산시티자이 2차    | ㈜지에스건설               | 이제이건설㈜ | 부산중앙로 42         | 부산동 | 2019년 10월 |      |
| 오산 센트럴푸르지오 | 대우건설                   | 군인공제회   | 현충로 107-30         | 부산동 | 2018년 10월 |      |
| 운암주공 1단지      | ㈜한양 ㈜동성 ㈜태왕       | 대한주택공사 | 운암로 122            | 부산동 | 2000년 3월  |      |
| 운암주공 3단지      | ㈜한양 ㈜서한 덕호건설㈜   | 대한주택공사 | 운암로 90             | 부산동 | 2000년 5월  |      |
| 운암주공 2단지      | ㈜동서개발 ㈜서한 진덕산업 | 대한주택공사 | 운암로 89             | 오산동 | 2000년 11월 |      |
| 운암주공 4단지      | ㈜한양                     | 대한주택공사 | 운암로 45             | 오산동 | 2000년 11월 |      |